# Zabijaka zabijaka
Zabijaka, zabijaka (Breaker! Breaker!) – amerykański film sensacyjny z 1977 roku.  

## Fabuła
Kierowca ciężarówki i mistrz sztuk walki, J.D. Dawes, dowiaduje się, że jego młodszy brat nie wrócił z trasy. J.D. rusza jego tropem. Dociera do małego miasteczka gdzieś w Kalifornii. Okazuje się, że miejscowy sędzia sprawuje tam nieograniczoną władzę i poluje na obcych.

## Obsada
- Chuck Norris - John David "J.D." Dawes
- George Murdock - sędzia Joshua Trimmings
- Terry O’Connor - Arlene Trimmings
- Don Gentry - sierżant Strode
- John Di Fusco - Arney
- Ron Cedillos - deputowany Boles
- Michael Augenstein - William "Billy" Dawes
- Dan Vandegrift - Wilfred
- Douglas Stevenson - Drake
- Paul Kawecki - Wade
- Larry Feder - George
- Jack Nance - Burton
- David Bezar - Tony Trimmings